# Klaus Emmerich (Journalist)

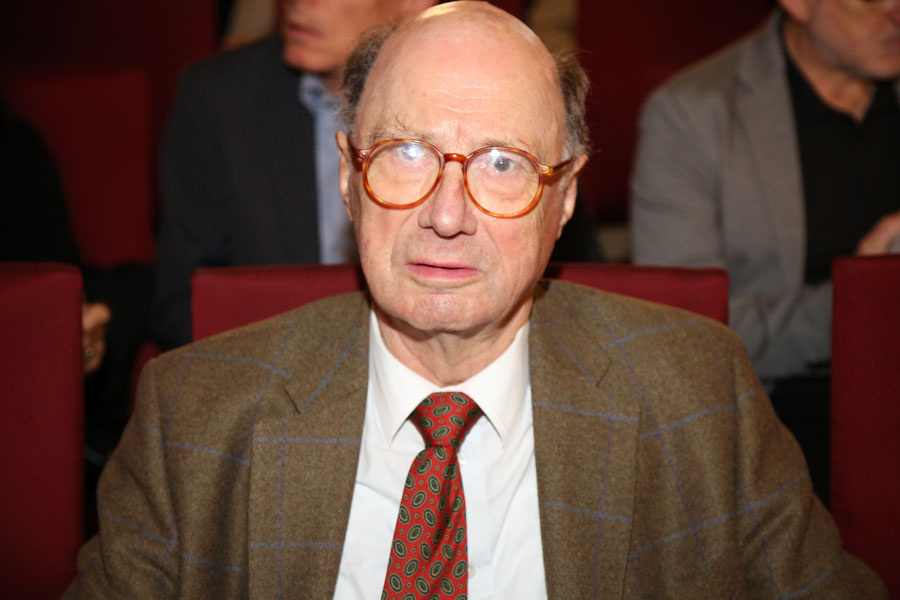
Klaus Emmerich, 2014

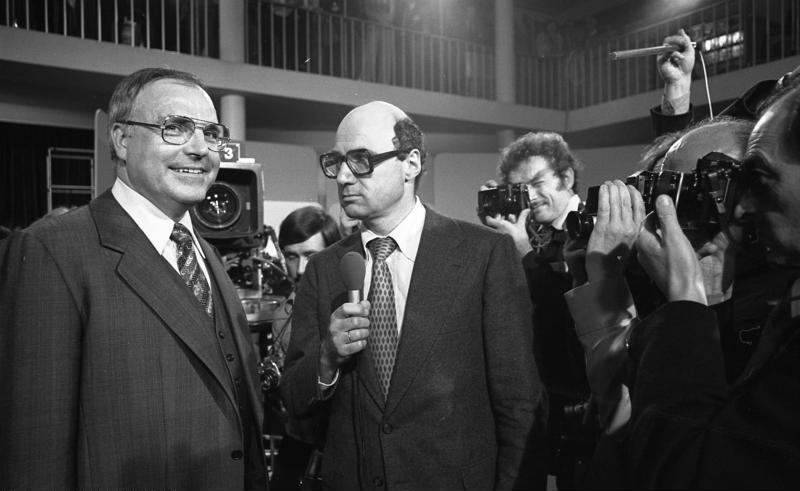
Klaus Emmerich (Bildmitte), 1976

Klaus Emmerich (* 3. Juni 1928 in Frankfurt am Main; † 25. Februar 2021 in Wien) war ein österreichischer Journalist und Sachbuchautor.

## Leben und Wirken
Klaus Emmerich, Sohn österreichischer Eltern, maturierte 1948 in Spittal an der Drau und studierte zunächst in Wien und Bonn Anglistik, dann Volkswirtschaftslehre. Bereits 1947 begann er seine journalistische Tätigkeit als Wirtschaftskorrespondent bei verschiedenen Zeitungen wie der Süddeutschen Zeitung, dem Wirtschaftsverlag und anderen. 1956 wechselte er zur Presse als Deutschlandkorrespondent, wo er bis 1969 blieb. Gleichzeitig war er bei der Deutschen Welle in Bonn und kam zum WDR nach Köln.
1969 kam er zum ORF, wo er als Korrespondent in Bonn, Washington und Brüssel in Österreich einem breiten Publikum bekannt wurde. Auch als Chefredakteur bei ORF 2 war er tätig. Seit 1992 war er freier Journalist und Publizist.
Kritik erfuhr Emmerich im November 2008, nachdem er sich als Gast in einer TV-Sendung des ORF und in einem folgenden Zeitungsinterview über Barack Obama geäußert hatte. Emmerich sagte zum Wahlsieg Obamas unter anderem: „Ich möchte mich nicht von einem Schwarzen in der westlichen Welt dirigieren lassen. Wenn Sie sagen, das ist eine rassistische Bemerkung: richtig, ist gar keine Frage.“. Darüber hinaus insinuierte er eine Parallele zwischen Obamas Wahlkampfführung und der Propaganda der Nationalsozialisten. Emmerich sagte im betreffenden Interview außerdem, er sehe in Obamas Wahl „eine äußerst beunruhigende Entwicklung“, etwa weil „die Schwarzen in ihrer politisch-zivilisatorischen Entwicklung noch nicht so weit“ seien. In der Folge wurde von grünen Politikern gefordert, Emmerich in Zukunft nicht weiter als Kommentator zu beschäftigen.
Nachdem die Äußerungen in Österreich anscheinend auf wenig Protest stießen, legte der amerikanische Botschafter in Wien, David F. Girard-diCarlo, am 16. November 2008 eine offizielle Protestnote vor, in der die Äußerungen Emmerichs als Affront gegen Obama und das ganze Volk der Vereinigten Staaten verurteilt werden und eine über die bisherigen Äußerungen hinausgehende Verurteilung der Äußerungen durch ORF und Politik gefordert wird.
Im März 2009 erklärte Emmerich zu seinen Bemerkungen über Obama, er „habe einen großen Fehler gemacht“ und möchte sich dafür „ausdrücklich entschuldigen“.
Er starb am 25. Februar 2021 im Alter von 92 Jahren während der COVID-19-Pandemie an den Folgen einer SARS-CoV-2-Infektion.

## Werke
- Ist Nord-Süd-Entspannung möglich?, 1973, Edition Interform, Zürich
- Das amerikanische Jahrhundert, 1989, gemeinsam mit D. Kronzucker, ECON-Verlag, Düsseldorf
- Anders als die anderen, Österreichs Rolle in Europa, 1992, ECON-Verlag
- EU – Pro und Contra, 1993, gemeinsam mit E. Swietly, Ueberreuter-Verlag, Wien
- Der entwurzelte Kontinent, Europa und die neue Weltordnung, 1994, Mitautor, ECON
- Ein Hauch von Habsburg, Fünf Staaten zwischen Ost und West, 1994, ECON
- Europa neu, das Konzept des Präsidenten der EU-Kommission Jacques Santer, 1995, Ueberreuter-Verlag, Wien
- Konkurs einer Kaste, 1997, Ueberreuter-Verlag, Wien
- Abenteuer Zukunft, Was kommt nach der Jahrtausendwende?, 1999 Ueberreuter
- Ach, diese Deutschen, 2000, Böhlau Verlag. ISBN 978-3-205-99243-1
- Neues Geld – alter Wert, Eine Währung, ein Markt, ein Europa, 2001 Böhlau. ISBN 978-3-205-99416-9
- Atlantische Scheidung, Driften Amerika und Europa auseinander?, 2003, Molden
- Zum Beispiel Österreich. Kulturmacht, Wirtschaftskraft, Identität, 2006, Böhlau. ISBN 978-3-205-77553-9
- Der Berichterstatter. Ein Journalistenleben in Wien, Bonn, Washington und Brüssel, 2008, Böhlau. ISBN 978-3-205-77741-0